# Love in the Time of Science
Albums de Emilíana Torrini
Merman
(1996) Rarities
(2000)
Singles
1. Dead Things
Sortie : 1999
2. Baby Blue
Sortie : 1999
3. To Be Free
Sortie : 1999
4. Easy
Sortie : 1999
5. Unemployed in Summertime
Sortie : 1999

Love in the Time of Science est le quatrième album studio d'Emilíana Torrini, sorti le 24 octobre 1999 aux États-Unis et le 22 novembre 1999 au Royaume-Uni.
Le titre de l'album est une référence au roman de Gabriel García Márquez, L'Amour aux temps du choléra (Love in the Time of Cholera).

## Liste des pistes
| No  | Titre                    | Auteur                                       | Durée |
| --- | ------------------------ | -------------------------------------------- | ----- |
| 1.  | To Be Free               | Emilíana Torrini, Eg White                   | 3:25  |
| 2.  | Wednesday's Child        | Roland Orzabal, Alan Griffiths               | 3:54  |
| 3.  | Baby Blue                | Roland Orzabal, Alan Griffiths               | 4:05  |
| 4.  | Dead Things              | Emilíana Torrini, Eg White                   | 4:25  |
| 5.  | Unemployed in Summertime | Emilíana Torrini, Eg White                   | 3:46  |
| 6.  | Easy                     | Emilíana Torrini, Eg White, Siggi Baldursson | 3:22  |
| 7.  | Fingertips               | Emiliana Torrini, Eg White, Siggi Baldursson | 3:43  |
| 8.  | Telepathy                | Siggi Baldursson, Johann G Johannsson        | 4:01  |
| 9.  | Tuna Fish                | Emilíana Torrini, Eg White, Siggi Baldursson | 3:13  |
| 10. | Summerbreeze             | Mark Abis                                    | 3:48  |
| 11. | Sea People               | Emilíana Torrini, Eg White                   | 1:12  |